# Гурлитт, Густав Корнелиус
Густав Корнелиус Гурлитт (нем. Gustav Cornelius Gurlitt, род. 10 февраля 1820 г. Альтона (ныне Гамбург) — ум. 17 июня 1901 г. Альтона) — немецкий композитор.

## Жизнь и творчество
Г. К. Гурлитт изучал музыку в течение шести лет под руководством Иоганна Рудольфа Рейнеке. После первых удачных выступлений в возрасте 17-ти лет он продолжает своё обучение в Копенгагене. Здесь молодой музыкант учится органной и фортепианной игре, искусству композиции у «курляндцев» и Кристофа Вейзе. Во время этой учёбы в Дании Гурлитт знакомится с композитором Нильсом Вильгельмом Гаде и сохраняет с ним дружеские отношения в течение всей жизни.
С 1842 года композитор в течение четырёх лет живёт в коммуне Хёрсхольм близ Копенгагена, затем переезжает в Лейпциг, где руководит концертами в местном Гевандхаузе. Позднее он приезжает в Рим — здесь преподавал живопись его брат, художник Луис Гурлитт. В Риме музыкальный талант Корнелиуса Гурлитта быстро нашёл признание: уже в 1855 году он становится почётным членом папской Академии Санта-Чечилия, в том же году он становится профессором музыки. В Риме Корнелиус также успешно занимается живописью.
После возвращения в родную Альтону Кристиан Август (1798—1869), герцог Шлезвиг-Гольштейн-Зондербург-Августенбургский, приглашает Корнелиуса на место учителя для своих двоих дочерей. Во время Шлезвиг-Гольштейнской войны (1848—1851) Гурлитт служит офицером в музыкальной части датской армии. После окончания боевых действий он становится королевским музыкальным директором Альтоны. В 1864 Гурлитт служит органистом в Альтоне, с 1879 года он — профессор композиции в Гамбурге.
Как композитор Гурлитт был многосторонен и весьма продуктивен. Он создал многочисленные песнопения, две оперетты, оперу, симфонии, этюды, произведения камерной музыки. Однако наиболее он известен как теоретик музыки, автор композиций для фортепиано, как и несложных пьес, которые вплоть до наших дней используются для обучения начинающих музыкантов.
С 1847 года Корнелиус Гурлитт был в Альтоне членом масонской ложи «Карл в скалах» (Carl zum Felsen).